# 5 Years in a LIVEtime
Vidéos par Dream Theater
Images and Words: Live in Tokyo
(1993) Metropolis 2000: Scenes from New York
(2001)
5 Years in a LIVEtime est la deuxième vidéo du groupe américain Dream Theater, sortie en 1998 sur Elektra Records au format VHS(la commercialisation des lecteurs DVD n'était pas généralisée en 1998). La vidéo contient un mélange de séquences de concerts, de clips, d'interviews et les coulisses des cinq années écoulées depuis la sortie de leur précédente vidéo Images and Words: Live in Tokyo.
En 2004, 5 Years in a LIVEtime est sorti en version remasterisée sur le double DVD Images and Words: Live in Tokyo / 5 Years in a LIVEtime.

## Contenu
- La réalisation de leur album de 1994, Awake.

- La vidéo de la tournée "Waking Up the World".
- La séquence de l'émission "Uncovered" de 1995 au Jazz Club de Ronnie Scott.
- Les coulisses de la réalisation de leur album de 1997, Falling into Infinity.
- Les images de la tournée "Touring into Infinity", y compris le concert donné à Paris au théatre du  Bataclan présent sur le triple  CD Once in a LIVEtime.
- Le spectacle du fan club "unplugged" à Rotterdam.
- Les clips vidéo des titres "Lie", "The Silent Man" et "Hollow Years".

## Liste des chansons
1. Burning My Soul
2. Cover My Eyes
3. Lie (clip)
4. 6:00
5. A Mind Beside Itself
6. The Silent Man (clip)
7. Damage, Inc. (avec Barney Greenway de Napalm Death)
8. Easter (avec Steve Hogarth et Steve Rothery de Marillion)
9. Starship Trooper (avec Steve Howe)
10. Hollow Years (clip)
11. Puppies on Acid
12. Just Let Me Breathe
13. Perfect Strangers
14. Speak To Me
15. Lifting Shadows off A Dream
16. Anna Lee
17. To Live Forever
18. Metropolis Part 1: The Miracle and the Sleeper
19. Peruvian Skies
20. Learning to Live
21. A Change of Seasons

Les illustrations sont de Storm Thorgerson (Pink Floyd).